# Mistrzostwa Świata w Kajakarstwie 1948
2. Mistrzostwa świata w kajakarstwie odbyły się w dniach 13–16 sierpnia 1948 w Londynie. 
Program mistrzostw był ograniczony do konkurencji, których nie rozgrywano na igrzyskach olimpijskich w 1948 w Londynie i obejmował 4 konkurencje męskie i 1 kobiecą. Mężczyźni startowali w kajakach jedynkach (K-1), dwójkach (K-2) i czwórkach (K-4), zaś kobiety w kajakach dwójkach. Po raz pierwszy rozegrano sztafetę kajakową 4 × 500 metrów. Dystans wyścigu kobiet został skrócony do 500 metrów.
Pierwsze miejsce w klasyfikacji medalowej wywalczyli reprezentanci Szwecji.

## Medaliści

### Mężczyźni

#### Kajaki
| Konkurencja:  | Złoto:                                                                            | Rezultat | Srebro:                                                                          | Rezultat | Brąz:                                                                    | Rezultat |
| K-1 500 m     | Gert Fredriksson                                                                  | 2:14,2   | Lars Glassér                                                                     | 2:15,0   | Poul Agger                                                               | 2:15,4   |
| K-1 4 × 500 m | Szwecja · Lars Glassér · Lars Helsvik · Lennart Klingström · Gert Fredriksson     | 8:44,5   | Norwegia · Ivar Mathisen · Ivar Iversen · Hans Martin Gulbrandsen · Eivind Skabo | 8:52,2   | Dania · Bernhard Jensen · Poul Agger · Ejvind Hansen · Johan Andersen    | 8:56,9   |
| K-2 500 m     | Finlandia · Thor Axelsson · Nils Björklöf                                         | 2:06,4   | Dania · Alfred Christensen · Finn Rasmussen                                      | 2:07,0   | Dania · Bernhard Jensen · Ejvind Hansen                                  | 2:08,1   |
| K-4 1000 m    | Szwecja · Hans Berglund · Lennart Klingström · Gunnar Åkerlund · Hans Wetterström | 4:01,9   | Austria · Herbert Klepp · Paul Felinger · Walter Piemann · Albert Umgeher        | 4:06,8   | Czechosłowacja · Ludvík Klíma · Karel Lomecký · Ota Kroutil · Miloš Pech | 4:08,1   |

### Kobiety

#### Kajaki
| Konkurencja: | Złoto:                              | Rezultat | Srebro:                                             | Rezultat | Brąz:                                         | Rezultat |
| K-2 500 m    | Dania · Karen Hoff · Bodil Svendsen | 2:22,9   | Czechosłowacja · Marta Kohoutová · Růžena Košťálová | 2:23,0   | Austria · Fritzi Schwingl · Gertrude Liebhart | 2:24,0   |

## Klasyfikacja medalowa
| Miejsce | Państwo        | Złoto | Srebro | Brąz | Razem |
| ------- | -------------- | ----- | ------ | ---- | ----- |
| 1       | Szwecja        | 3     | 1      | 0    | 4     |
| 2       | Dania          | 1     | 1      | 3    | 5     |
| 3       | Finlandia      | 1     | 0      | 0    | 1     |
| 4       | Austria        | 0     | 1      | 1    | 2     |
| 4       | Czechosłowacja | 0     | 1      | 1    | 2     |
| 6       | Norwegia       | 0     | 1      | 0    | 1     |
|         | Razem          | 5     | 5      | 5    | 15    |